# 10 Day
10 Day (noto anche come #10Day) è il mixtape di debutto del rapper statunitense Chance the Rapper, pubblicato indipendentemente in download digitale gratuito il 3 aprile 2012. Il mixtape ottenne numerosi consensi da parte della critica specializzata ed ottenne l'attenzione di molti media del settore. Ha registrato dati che si aggirano intorno 600 000 streaming ed oltre i 400 000 download sul sito DatPiff. Il mixtape ottenne inoltre ulteriori 235 000 download sul sito MixtapeMonkey.

## Antefatti
Dopo una sospensione di 10 giorni nel 2011 dal suo campus del liceo per possesso di marijuana, Bennett ha registrato il suo primo progetto musicale, chiamato 10 Day. Prima della pubblicazione del mixtape, egli fu citato dal magazine Complex come "Uno dei 10 nuovi rapper di Chicago da tenere d'occhio". Il mixtape presenta le partecipazioni di Vic Mensa, Sulaiman e Nico Segal, mentre le produzioni sono state affidate a Peter Cottontale, Chuck Inglish, Blended Babies, DJ SuchNSuch, MF Love, Flying Lotus, THEMPeople, Caleb James e Lex Luger. Il mixtape ottenne anche l'attenzione del Forbes, che lo aveva incluso nella sua rubrica Cheap Tunes.

## Tracce
Testi di Chancelor Bennett, eccetto dove indicato.
1. 14,400 Minutes – 2:12 (musica: DJ SuchNSuch)
2. Missing You – 3:24 (musica: Thomas Foolery)
3. Nostalgia – 3:23 (musica: MF Love)
4. Windows (feat. Alex Wiley e Akenya Seymour) – 2:59 (testo: Bennett, Alex Wiley, Akenya Seymour – musica: Apollo Brown)
5. Brain Cells – 4:56 (musica: Peter Cottontale)
6. Long Time – 3:45 (musica: Beirut)
7. 22 Offs – 1:49 (musica: Flying Lotus)
8. U Got Me Fucked Up – 2:55 (musica: Chuck Inglish)
9. Family (feat. Vic Mensa e Sulaiman) – 4:05 (testo: Bennett, Victor Kwesi Mensah, Sulaiman – musica: Blended Babies)
10. Juke Juke – 4:09 (musica: Caleb James)
11. Fuck You Tahm Bout – 4:13 (musica: Lex Luger)
12. Long Time II (feat. Nico Segal) – 3:57 (testo: Bennett, Nico Segal – musica: THEMPeople, Peter Cottontale)
13. Prom Night – 5:28 (musica: Prince Talent, DJ SuchNSuch, THEMPeople)
14. Hey Ma (feat. Lili K. e Peter CottonTale) – 5:04 (testo: Bennett, Lillianna Kryzanek, Peter Cottontale – musica: Tree of Project Mayhem)